# 陳百強
陳百強（英語：Danny Chan Pak Keung；1958年9月7日—1993年10月25日），香港男歌手、作曲家、填詞人、唱片監製、音樂製作人、演員、主持人，是1979至1992年期間活躍于香港樂壇和影壇的香港藝人，是八十年代樂壇「三王一后」和「中環三劍俠」中的一員。代表作有等、一生何求、漣漪、偏偏喜歡你、今宵多珍重、深愛著你、喝采等，2009年追頒「金針獎」。

## 生平

### 早年
1958年9月7日，陳百強生於香港薄扶林的瑪麗醫院，祖籍廣東省台山市四九鎮大塘鄉洞寧村。陳百強生於中產家庭，父親陳鵬飛是中環金寶錶行創辦人，母親姚玉梅（又名姚喜蓮）是二房，他是二房中的獨子，他有同父異母的三位哥哥、一位姐姐及一位弟弟。
陳百強小學就讀於聖保羅男女中學附屬小學，中學則就讀聖保羅男女中學，與名填詞人林敏驄以及賽馬評論家卡洛斯（本名：吳伽樂）是同班同學。父親陳鵬飛是粵曲迷，陳百強自小就表現出濃厚的音樂天賦及興趣，並於通利琴行學習琴藝。他看不懂音符樂譜卻精於鋼琴和電子琴，中學時已參加大小類型的音樂活動，因此他還未踏入演藝界前已備受各名校學生注意。
1974年7月17日，他參加「香港山葉電子琴大賽」（Hong Kong Yamaha Electone Festival）獲得初級组亞軍。1975年10月25日參加無綫電視節目《各展其才》（《聲寶之夜》前身），曾獲五盞燈佳績，主持人之一譚炳文推薦去客串由李香琴及沈殿霞執導的1976年電影《你係得嘅》。
1977年陳百強於一次社交活動後被邀拍攝前衛雜誌「號外」封面。其後第一次在無綫電視的節目《歡樂今宵》演出，在溫拿樂隊的表演中客串，唱的是巴瑞·曼尼洛的I Write the Songs。同年他再一次參加「香港山葉電子琴大賽」，獲得高級組季軍。隨後陳百強便跟隨著大姐的步伐到美國唸書，父親將他送往美國加州三藩市音樂學院繼續學業，但由於不適應此學校生活，半年後即返港。
1977年9月18日，受節目監製吳慧萍之邀，他以一首自己的曲詞創作The Rocky Road參加由無綫電視舉辦的「香港流行歌曲創作邀請賽」，奪得季軍，並因此獲得無綫電視的一紙歌手合約，正式進入娛樂圈。
1978年7月6日，他以彈奏電影《第三類接觸》中的主題音樂贏得「香港山葉電子琴大賽」高級組冠軍，黃霑為評判之一。同年他又以自己的作品The Sunrise參加無綫電視「香港流行歌曲創作邀請賽」，再次奪得季軍。同年亦客串無綫電視劇《甜姐兒》，飾演髮型師Mavis一角。
1979年，羅文的經理人譚國基留意到陳百強是可造之才，便將他簽入自己的經理人公司「Hollywood Casting Agency」（歡聲樂），適逢EMI唱片正邀請羅文加盟，譚國基便以EMI需同時簽下陳百強作為簽約條件成功使陳百強加入EMI，開啓了其後13年的歌唱生涯。

### 1979年至1981年：百代（EMI）時期
1979年，經理人譚國基運作將陳百強簽約入EMI后，亦出部分資金替陳百強打造新碟。同年9月，推出英粵混合的首張個人專輯《眼淚為你流》成績斐然，曾經十度斷市。其中與專輯同名的歌曲眼淚為你流令他一炮而紅，成為香港樂壇的一顆新星。陳百強憑藉眼淚為你流在第二屆十大中文金曲奪獎，正式奠定了其在樂壇的一席位。
1980年5月陳百強推出第二張個人專輯《不再流淚》，亦大賣，但因之後便轉投華納唱片公司，百代唱片沒有上報唱片銷量予 IFPI，因而錯失頭兩張的白金唱片。他寫曲之餘亦擅於表達音樂概念及掌握時代脈膊。最早期的眼淚為你流、不再流淚由戀人對話開首；昨夜夢見你朗誦首段歌詞；幾分鐘的約會則以剛通車的地鐵月台廣播引入，是當時流行音樂非常創新的表現手法。同時，陳百強亦在影壇及電視劇中嶄露頭角，在以校園為題材的電影《喝采》及《失業生》中擔任主角，也參與無綫電視的電視劇《輪流轉》演出。11月在香港大會堂音樂廳舉行首次個人演唱會。憑藉所參演的電影主題曲及插曲強力宣傳，陳百強在12月時推出加盟華納唱片後的首張專輯《幾分鐘的約會》，為其帶來首張白金唱片，大獲青年學子歡迎，成為演藝界的當紅人物，更是香港首位被稱為「偶像」的藝人。
1981年，推出第四張個人專輯《有了你》。以音樂風格來說，《幾分鐘的約會》、《有了你》兩張專輯都算是延續了陳百強在EMI時期的路線。此外，其中的歌曲喝采、有了你、念親恩及第五張專輯《突破精選》收錄他唯一一部擔任主角的無綫電視劇《突破》的同名歌曲，都是以青春勵志作為題材，大受年輕人歡迎，幾張專輯的銷量均超越白金（5萬張銷量或以上為白金唱片）。

### 1982年至1984年：華納巔峰時期
1982年，《突破精選》的兩首新曲之一、由陳百強自己作曲的漣漪獲得廣大樂迷歡迎，唱片銷情勢如破竹、替當時華納剛成立的中文唱片部奠定江山。且漣漪奪得第五屆十大中文金曲、 亦是廣東歌運用假音唱法的先例。
1982年9月，由於合作上不愉快，陳百強與譚國基協議結束合作關係。
1982年，陳百強開始逐漸脫離初出道時清新質樸、豆芽夢式歌路，轉而嘗試中西合璧或較成熟的音樂風格，《傾訴》專輯當中改編由崔萍原唱的同名國語時代曲今宵多珍重，創下懷舊曲改編為粵語流行曲的先河。今宵多珍重非常成功，替陳擴闊了其擁躉的年齡階層，更以此奪得第一屆十大勁歌金曲獎及AGB家庭觀眾抽樣調查最受歡迎獎。7月舉行第三次個人演唱會；10月接受著名法國時裝設計師Pierre Cardin邀請、成為首位華人於巴黎Espace Cardin藝術中心表演。隨後到美國深造聲樂。
1983年，推出由陳百強自己作曲的《偏偏喜歡你》繼續得到各個年齡階層的追捧。碟內相思河畔、不、孤雁等亦相當有中式復古的曲調風韻。且碟內主打歌偏偏喜歡你又獲得十大中文金曲獎。《傾訴》和《偏偏喜歡你》兩張專輯銷量同樣超過二十五萬張。83年9月於剛落成的香港紅磡體育館舉行兩場個人演唱會，成為最早於紅館演唱的極少數歌手之一（當年在紅館開個唱只得許冠傑、鄧麗君、林子祥、温拿乐队、罗文及國際巨星David Bowie）。12月再踏紅館舞台，與汪明荃、葉麗儀等、聯同香港管弦樂團演出《白金巨星音樂盛會》。事業此時達至巔峰，鋒芒一時無兩。
1984年，延續其創新路線推出專輯《百強84》。華納唱片在商業策劃及定位上的優勢開始顯現出來。事業如日方中的陳百強在抒情小品式的歌曲外大膽加入了不少新元素：創世紀帶強烈霹靂舞風格、翻唱自艾迪特·皮雅芙粉紅色的一生帶歐陸格調和舞蹈元素。大碟中的禁毒主題曲摘星極受歡迎，陳百強憑此再得到十大中文金曲獎。同年遠赴華納美國總部與著名民歌歌手克萊斯托·吉兒灌錄英語歌Tell Me What Can I Do，是香港歌手發展國際市場之先, 單曲專輯在日本推出。9月接受邀請到美國加州Stanford University作慈善演出。1984年末，陳百強與麥嘉、徐小鳳、張國榮等合演的電影《聖誕快樂》大賣。陳百強為電影而作的插曲等亦深受樂迷欣賞，成為他自己最愛的代表作。

### 1985年：謠言困擾
1985年1月，陳百強演唱會請來偶像國際重量級歌手王子之形象設計、名室內設計師高文安設計四面舞台，以極為前衛的造型及舞蹈演出，外界評價兩極。加上與唱片公司關係緊張及前赴美加、東南亞等地巡迴演唱而減少在香港公開露面。9月下旬有人惡作劇致電當時的八卦報章，更以不實的報道誤傳死訊令其鬱鬱不歡，也導致該年的十大中文金曲和勁歌金曲頒獎禮裏顆粒無收。直到1986年請來好友陳家瑛擔任經理人才重出江湖再戰歌壇。陳百強本人在1989年無綫電視的《感情寫真》特輯中曾親自談及此段往事。
1985年推出專輯《深愛着你》，在缺乏宣傳下主打歌深愛着你取得商業上的成功，盼望的緣份更成為坊間disco熱播的hit song。
1986年推出《當我想起你》專輯，期間與華納唱片公司因關係破裂而結束合作關係，唱片封面沒用上陳百強的照片，宣傳少之又少。相比起85演唱會之前的幾張專輯，《深愛着你》、《當我想起你》專輯雖保持白金銷量但聲勢稍為回落，惟許多樂迷認為《深愛著你》是陳百強在華納最出色的唱片之一。

### 1986年至1988年：DMI自主期
1986年下半年推出專輯《凝望》，是陳百強轉投由潘迪生和舊東家EMI合資經營的DMI唱片公司之創業作，市場反應熱烈、上市一週已超越白金銷量。與專輯同名的凝望奪得十大中文金曲獎。 陳、潘二人的父親是世交，正是源於這份交情和對陳百強的信任，DMI幾乎是為他度身訂造的唱片公司，给予陳百強極大的自由度，他不僅擔任每張專輯的監製，更負責創作意念及封套設計，展示了他多方面的藝術天分，也使得這個時期的每張專輯都帶有很強烈的陳百強色彩。陳在DMI唱片所推出的《凝望》、《痴心眼內藏》、《夢裡人》、《神仙也移民》均取得白金銷量的驕人成績，並成為他事業生涯一個極致完美的時期。於年底舉行的個人演唱會亦大獲好評。同月接受泰國公主邀請到當地作御前表演。
1987年，陳百強推出《痴心眼內藏》、《夢裡人》兩張專輯，與周潤發、鍾楚紅演出的電影《秋天的童話》大受歡迎，票房成績驕人，為香港愛情文藝電影的經典。同年獲選香港時裝設計師協會第一屆十大傑出衣著人士。陳百強亦憑藉專輯《夢裡人》中自述心境的我的故事在年終獲得十大中文金曲獎。
1988年，推出《神仙也移民》、《無聲勝有聲》、《冬暖》三張專輯，憑藉專輯《神仙也移民》中的煙雨淒迷，奪得十大中文金曲獎，更重奪失落五年的十大勁歌金曲獎。當時初成立叱咤樂壇流行榜，陳在商台年終頒獎禮上奪得叱咤樂壇男歌手銅獎。4月於紅館舉行演唱會。陳百強亦受邀擔任1988年漢城奧運會開幕表演嘉賓。
1988年12月2日，陳百強決定離開DMI並再次簽約華納唱片，他透露主因是由於很多事都需要DMI的兩位老闆同意才能成行，耽誤了效率。

### 1989年至1992年：重返華納再創高峰
1989年，陳百強參加東京音樂節，以全新編排舊作《偏偏喜歡你》得到TBS大獎。這一年他重返華納唱片，6月推出專輯《一生何求》，兩星期內銷量達三白金。同名曲為無綫電視的年度最高收視劇集《義不容情》主題曲，此曲大受海內外華語樂迷歡迎， 為陳於80年代末另一高峰。年終時更囊括各大流行音樂頒獎禮的獎項。
1990年开始淡出颁奖礼，推出個人專輯《等待您》、《陳百強90浪漫心曲經典》；再度獲選香港“十大傑出衣著人士”、擔任亞洲小姐總決賽評判。陳百強曾在香港商業電台的節目中表示，希望在樂壇多留幾年，接演合適的電影角色等等，也談及退休後的生活規劃。
1991年，先後推出生前親自宣傳的最後兩張專輯《Love In L.A.》、《只因愛你》。1991年3月在紅磡體育館舉行三場《陳百強紫色個體演唱會》。12月28日於狀態欠佳下在廣東佛山體育館舉行演唱會並宣布暫別樂壇，後來決定全面引退並計劃於來年舉行世界巡迴告別演唱會。
1992年2月舉行《告別上海演唱會》，同時宣佈10月底於香港舉辦演唱會後便告別樂壇、而退出後只偶爾會為慈善籌款演唱。4月20日在上海舉行的《綠滿全球》中外群星大匯演成為陳百強生前最後一次公開演出。當時的他因早前於家中摔倒致胸骨受傷，逼於負傷上陣。
1992年5月中曾試唱暫別樂壇作再見，情不變，惟並未正式錄音。不過在2019年10月25日陳百強忌日，前監製賴健聰Youtube上有發佈該歌純音樂版本，可供歌迷聆聽。

### 1992年至1993年：昏迷逝世
1992年5月18日下午5時許，陳百強撥電經理人陳家瑛相約到蘭桂坊加州餐廳的歡樂時段喝酒，其時語氣輕鬆，由於陳家瑛正在上班，答允稍後時間與他會合。晚上6點15分，陳百強再致電她，惟已身在家中並喝了些酒，陳家瑛感到對方仍很開心。晚8時許，陳母發現他在半山區麥當勞道96號寶樺台11樓A室寓所的套房浴室内倒臥昏迷並通知經理人，懷疑以酒送服安眠藥而出事，陳家瑛馬上趕到，與陳母商討後先找家庭醫生診斷才送院，惟一直等不到回電，陳家瑛認為不能再拖，遂延至10時許才報警，並於晚上10時56分送抵瑪麗醫院救治，送院時情況危殆並轉入加護病房。5月18至19日心臟及呼吸曾停頓3次，經多番搶救才暫時救回，惟腦部組織已嚴重受損，只靠儀器維持生命。5月19日下午4時曾傳出死訊，經理人隨即否認。5月20日新城電台就誤傳死訊致歉，同日醫生替陳百強驗血，證實並無受愛滋病病毒感染，粉碎外間謠傳。5月23日晚，商業電台在遮打花園舉辦「燭光祝福晚會」，逾2,000歌迷到場並摺紙鶴幸運星送上祝福。
5月27日，院方證實陳已過危險期，情況趨向穩定，惟仍然昏迷不醒。9月初，陳百強被轉往私家病房留醫。再過2個月，醫生表示藥物注射已不可令陳百強從沉睡中甦醒，家人只盼待奇蹟出現。
1992年10月末，陳百強昏迷期間，華納以新單曲加精選的方式發行了陳百強生前最後一張專輯《親愛的您》，當中收錄了兩首陳百強最後灌錄的新曲親愛的您和離不開。
1993年10月24日上午9時，陳病情再度急轉直下，血壓下降至只有60度，醫生為他注射強心針，陳母通知唱片公司要員及陳百強的好友趕到醫院探望。及至10月25日中午12時12分搶救無效而死亡，享年35歲。當日下午3時，院方召開記者會表示陳百強死於逐漸性腦衰竭，臨終前幾日陳已失去最基本的血液循環功能。昏迷原因無法肯定亦無從證實，根據亞視新聞報道。主診醫生曾子恕在記者會上表示的死亡原因：酒精、藥物、亦可能會是腦部先爆血管，或心臟突然停頓。最初的醫藥費用由陳百強姊姊暫繳，1992年9月家人通過律師申請動用他的800萬港元銀行存款，法庭批准由陳的父母及姊姊暫管，至1993年2月辦妥手續全面接管，到陳百強逝世為止共使用了306萬元醫療費，包括深切治療部費用、私家病房入住費、聘用2名護士24小時輪流照顧、醫療與藥物費及其他開支。
10月26日，商業電台於伊利沙伯體育館舉辦「深愛着你 別了Danny懷念晚會」。10月29日，陳百強於香港殯儀館出殯，由周潤發、羅文、梅艷芳、鍾楚紅、葉蒨文、林子祥、何超瓊及徐日勤等好友扶靈，遺體下葬於將軍澳華人永遠墳場。

## 身後影響

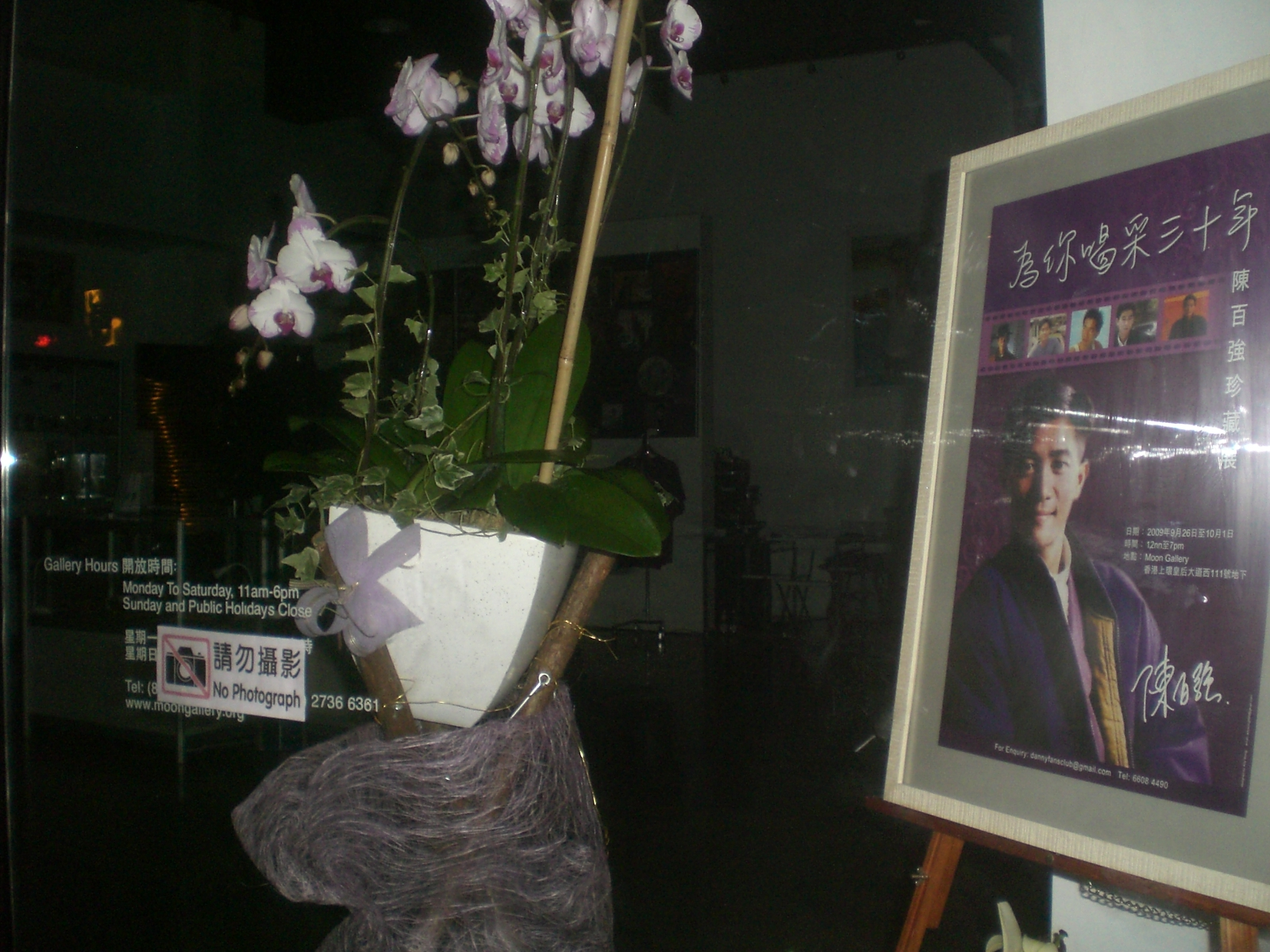
2009年9月的一次《陳百強珍藏展》

1994年，第十六屆十大中文金曲頒獎音樂會中，陳百強獲得追頒無休止符紀念獎，以紀念為香港樂壇的付出和努力（與另一位音樂人Beyond樂隊主音黃家駒分別於同一屆獲得追頒）。好友梅艷芳獻唱陳百強的歌，知己何超瓊與其妹何超鳳作弔詞、頒獎，由陳百強姐姐陳小儀代領。
1994年，第十一屆十大勁歌金曲獎典禮中，陳百強獲得追頒榮譽大獎，以紀念為香港樂壇的付出和貢獻（與另一位音樂人Beyond樂隊主音黃家駒分別於同一屆獲得追頒）。
1994年，無綫電視舉辦《陳百強金曲紀念演唱會》，由眾多香港歌手演唱陳百強的經典金曲。
1994年，香港公益金百萬行電視宣傳片使用〈公益心〉並由王靖雯翻唱作為背景音樂；廿四年後（2018年），當香港公益金慶祝其五十年誌慶時，黎明也曾足本翻唱此曲，並且由雷頌德編曲。
1994年10月25日，華納推出《紫色的回憶》致敬專輯，由多位華納歌手、電臺DJ及樂壇新人等演繹陳百強的金曲。
1995年10月22日，由四九鎮人民政府提議，陳百強父親陳鵬飛先生捐款100万於家鄉廣東台山四九鎮四九圩開辦陳百強紀念館，供海內外歌迷朋友們前來拜謁參觀，追憶陳百強昔日的風采。
1997年香港電影《初戀無限Touch》梁詠琪翻唱幾分鐘的約會作為劇中主題曲之一。
1999年，香港政府發售盈富基金，電視宣傳片用漣漪作為背景音樂。
2002年，香港公益金百萬行電視宣傳片使用陳百強1983年所唱的公益心作為背景音樂；電影《金雞》中有陳百強的名曲摘星、偏偏喜歡你、一生何求。
2005年11月8日，香港郵政推出「香港流行歌星」郵品系列，陳百強($1.8郵票)與張國榮($3)、梅艷芳($5)、羅文($2.4)、黃家駒($1.4)成為獲致敬推出郵票的歌手。
2007年，香港政府在西九龍文娛藝術區的電視宣傳片中採用有了你的旋律作為背景音樂。
2008年2月，香港電台電視部製作《不死傳奇》，記述陳百強的音樂歷程及多位名人、大眾對他的懷緬。
2010年2月15日，無綫電視電視劇《情人眼裡高一D》第一集及最後一集，男主角王祖藍在中環站及香港站緊追女主角苟芸慧時，配上陳的著名歌曲幾分鐘的約會作為背景音樂；6月，鄭伊健在演唱會上演唱陳百強的夜的心，藉以紀念驟逝的麥可·傑克森。夜的心改編自西洋流行樂壇天王麥可·傑克森於《Thriller》專輯當中的Human Nature，於1991年由周禮茂填上歌詞，並由陳百強演繹、收錄於《只因愛你》專輯。
2013年，等及幾分鐘的約會成為電視廣告背景音樂。由陳百強親自作曲及填詞的First Love亦於同年被改編並收錄於王菀之的專輯《晴歌集》中；8月31日，香港商業電台於亞洲博覽館舉行《拉闊思念會永恆的愛陳百強》演唱會，陳奕迅、楊千嬅、梁詠琪、梁漢文、蘇永康、張敬軒、何超儀、林一峰等歌手共襄盛舉，於陳離去二十週年之時與歌迷朋友悼念一代偶像；11月10日，亞洲電視舉辦《千人手語傷健傳愛大行動》，逾五千人一同使用手語表演摘星，呼籲市民學習手語、提倡傷健共融，並申請列入健力士世界紀錄。
2015年，電影《五個小孩的校長》用了喝采作配樂。
2017年4月，楊千嬅翻唱當我想起你作為電影《春嬌救志明》之插曲。
2018年7月，譚嘉儀翻唱有了你作為電視劇《BB來了》之主題曲。環球唱片為紀念陳百強60歲冥壽，於8月31日推出專輯《環球高歌陳百強》，一眾歌手翻唱陳的經典金曲，包括譚詠麟、陳奕迅、楊千嬅、鍾鎮濤、盧冠廷、陳慧嫻、蘇永康、劉美君、關淑怡、梁詠琪、林子祥及葉蒨文。9月9日於灣仔會展舉行「環球高歌陳百強演唱會」，演出歌手及音樂家有陳奕迅、盧冠廷、劉美君、關淑怡、陳慧嫻、李幸倪、Robynn & Kendy、江海迦、符致逸、周殷廷、張勝量（牛牛）、劉卓昕。另外ViuTV於9月2日播出特備節目《深愛著你陳百強》。9月7日，喝采首次於38年後在香港戲院大銀幕播放。
2019年，華語電影《新喜劇之王》採用了粵語版疾風作為主題曲，並在結尾播放重新寫填詞編曲的國語版本疾風，由女組合「疾風少女」演繹；無綫電視電視劇《金宵大廈》，譚嘉儀翻唱今宵多珍重粵語版作主題曲，編曲以苦澀哀怨的音調，劇名的「金宵」與「今宵」呼應；無綫電視電視劇《牛下女高音》使用了一生何求作插曲；資深唱片收藏家黃國恩出版《這樣憶起陳百強》一書，由香港非凡出版社出版，中國大陸簡體中文版本由中華書局於2020年1月引進出版。
2021年，無綫電視「聲夢傳奇」節目參賽者姚焯菲翻唱戀愛預告作比賽的歌曲，唱出甜蜜初戀的感覺，令此曲再次引起熱話。
2023年8月，夏妙然博士推出新書《盼望的緣份──陳百強》，收錄了二十位曾與陳百強合作或深受其影響的名人的訪問內容；10月25日 ，電視廣播有限公司紀念陳百強離世30周年當日晚上10:30-11:00推出紀錄片《永遠深愛 陳百強》，由糖妹聲音導航。
雖然陳百強逝世多年，但是其歌曲依然是家傳戶曉、歷久不衰。唱片公司不斷推出與其有關的唱片，新一代歌手們都曾經公開演唱他的作品、許多金曲多年來常被電影、電視台、舞台劇或廣告引用。

### 歌曲延續
除擁有大量海內外歌迷，陳百強亦是備受眾多演藝圈後輩推崇的偶像，其音樂影響廣泛深遠。許多歌手曾在個人演唱會或專輯中翻唱他的舊作， 甚至將其作品進一步二次創作——如他的不再問究竟、有了你就分别曾被寫成續集：
- 回來愛的身邊—— 林憶蓮及監製許願為昏迷中的陳百強而改編，收錄於1992年《回來愛的身邊》專輯。
- 友愛長存—— 林子祥為昏迷中的陳百強而改編，收錄於1992年《祈望》專輯。
- 別了丹尼—— 旋律感人。一如歌名，曲詞為紀念陳百強而創，曲词編奏唱皆為新人李沁怡。收录於1994年陳百強紀念合輯《紫色的回憶》。
- 一再問究竟—— 收錄在梁漢文《#20》專輯中，是填詞人小克專門爲梁漢文在其第20張專輯裏面向偶像致敬，以不再問究竟爲前集而寫的後續。
- 有過你—— 因爲蘇永康與唱片監製雷颂德同樣欣賞陳百強，在2014年蘇入行28週年時發行的專輯《28》中，巧妙地通過有了你原副歌部分加上新的旋律，成就了一首新歌。
- 明目張膽—— 收錄於何韻詩《艷光四射Glam》專輯中，整張唱片的概念是向八十年代一眾香港巨星致敬，其中明目張膽以經典名曲等的前奏開始，意為向巨星陳百強致敬。
- 搏你一笑—— 為朱豔強《搏你一笑》單曲，採用深愛著你的音樂旋律作為背景音樂，並由 朱豔強 他親自填詞。
- 眼淚為你留—— 收錄在洪卓立《Precious Moment》專輯中，並非原曲翻唱，但透過同名歌曲作爲自白的歌曲。
- 最耀眼的星—— 旋律感人。詞中含12首陳百強金曲曲名。作曲曹朗＆Zakki Sham、作詞＆主唱Zakki Sham、編曲曹朗。2016年發表於網絡。
- 紫—— 周啟生在2018年為紀念陳百強而創作的新歌。作詞因葵。

### 金針獎
2009年第三十二屆十大中文金曲頒獎音樂會中，陳百強以作曲家及歌手身份獲追頒香港樂壇最高榮譽大獎“金針獎”，由廣播處處長黃華麒頒發、陳百強父親陳鵬飛代為接受，藉以表彰他對粵語流行曲的貢獻以及後世之啟發性。

## 個人生活

### 憂鬱症
無論相熟與否，許多曾經接觸陳百強的人均不約而同認為他多愁善感，經常鬱鬱不歡。 他本人也多次提到自己性格憂鬱、長期失眠及容易情緒低落。他亦曾因情緒困擾求醫、藉閱讀佛經尋求心靈慰藉。與他共事多年的黃柏高曾指出陳百強是抑鬱症受害者；陳欣健亦稱早於他留學美國時已曾精神崩潰。經理人陳家瑛轉述陳百強「覺得自己創作力轉弱，對住個琴成個禮拜都彈得好辛苦。」

### 感情生活
陳百強曾傳出過多段戀情，初出道時他曾向媒體透露他傾慕成熟型的女性，如朱玲玲、張天愛及孫泳恩，後來於1980年初媒體亦傳言他的緋聞女友是翁靜晶，而陳百強曾親口承認並攜手出席活動女友則有1984年中澳混血兒女友Carina和1990年的意大利籍女友Ella。1988年，陳百強自称从来没有谈过戀愛。
1980年，陳百強在記者問是否不喜歡女子而喜歡男子時曾如此回應：「冇的甘嘅事，的人造謠害我啫，香港地好多得閑人，佢地好無聊，唔了解一個人又心存妒忌，就會亂講你。」而孫泳恩亦曾如此對陳百強說：「丹尼仔，我地都係唔好去甘多街咯，我個男朋友問我，你係唔係唔鐘意女人只鐘意男人個的人喎，我話冇甘嘅事，丹尼仔好有男孩子魅力架。」
1984年，談及同性戀時，陳百強說：「這是兩個人之間的事，第三者無權理會別人的私生活，所以我絕不理他人做甚麼事，而我自己一直被人傳有同性戀，至今我仍不想辯駁，因為這是我的私生活，別人無權理會。」他還說若果他真是同性戀不會公開，同性戀亦無大不了。1986年，被問及本人性向時，他說：“我根本不需要解释什么，我更不必去向人证明自己是不是Gay，人家要怎样讲是他的自由，同样的，关起房门的时候，我高兴在里面做什么也是我的自由！”
刘培基，卢冠廷，江毅，迈克，邓小宇，黎則奮，周龍章，伍成邦，梁學思教授，张国荣传记作者Nigel Collett等曾指陳百強是同志。

## 軼事
由于香港喜剧演员陈百祥跟陈百强的“强”和“祥”无论粤音和国语发音类似，对非粤语区而又不留意香港演艺圈的人士非常容易搞混，误以为是同一人，甚至误以为是亲兄弟，到现在也有人把两者演出的作品互相混淆 。
陳百強曾駕着賓士500SL（R107）開篷跑車從家駛往電台，途中在半山失控翻轉，爬出車後不是立即檢查自己有否受傷，而是查看身上新買的演出服有沒有破損。他亦積極行善，除經常參與媒體舉辦的籌款表演，私底下每年聖誕節均帶同禮物秘密探訪孤兒院。

## 音樂作品

### 個人專輯
| #  | 專輯名稱               | 專輯類型   | 發行公司 | 發行日期       | 語言   | IFPI認證銷量 |
| -- | ---------------------- | ---------- | -------- | -------------- | ------ | ------------ |
| 1  | First Love             | 大碟       | EMI      | 1979年9月      | 粵英語 | (白金)       |
| 2  | 不再流淚               | 大碟       | EMI      | 1980年3月      | 粵語   | (白金)       |
| 3  | 幾分鐘的約會           | 大碟       | 華納     | 1980年12月     | 粵語   | 白金         |
| 4  | 有了你                 | 大碟       | 華納     | 1981年6月      | 粵語   | 白金         |
| 5  | 突破精選               | 新曲+精選  | 華納     | 1982年7月      | 粵語   | 白金         |
| 6  | 傾訴                   | 大碟       | 華納     | 1982年12月     | 粵語   | 白金         |
| 7  | 偏偏喜歡你             | 大碟       | 華納     | 1983年8月      | 粵語   | 白金         |
| 8  | 百強84                 | 大碟       | 華納     | 1984年7月      | 粵語   | 白金         |
| 9  | Tell Me What Can I Do  | 細碟       | 華納     | 1984年11月     | 英語   |              |
| 10 | 陳百強精選             | 新曲+精選  | 華納     | 1985年1月      | 粵英語 | 白金         |
| 11 | 深愛著你               | 大碟       | 華納     | 1985年7月4日   | 粵語   | 白金         |
| 12 | 當我想起你             | 大碟       | 華納     | 1986年5月16日  | 粵語   | 白金         |
| 13 | 偶像陳百強Remix        | EP         | 華納     | 1986年7月30日  | 粵英語 |              |
| 14 | 凝望                   | 大碟       | DMI      | 1986年9月12日  | 粵語   | 白金         |
| 15 | 痴心眼內藏             | 大碟       | DMI      | 1987年1月23日  | 粵語   | 白金         |
| 16 | 夢裡人                 | 大碟       | DMI      | 1987年8月10日  | 粵語   | 白金         |
| 17 | 神仙也移民             | 大碟       | DMI      | 1988年2月2日   | 粵語   | 白金         |
| 18 | 無聲勝有聲             | 大碟       | DMI      | 1988年8月3日   | 粵語   | 白金         |
| 19 | 冬暖                   | 大碟       | DMI      | 1988年12月13日 | 粵語   | 白金         |
| 20 | 一生何求               | 大碟       | 華納     | 1989年6月7日   | 粵語   | 白金         |
| 21 | 等待您                 | 大碟       | 華納     | 1990年1月18日  | 粵語   | 白金         |
| 22 | 陳百強90浪漫心曲經典   | 新曲+精選  | 華納     | 1990年7月      | 粵語   | 白金         |
| 23 | Love In L.A.           | 大碟       | 華納     | 1991年1月18日  | 粵語   | 白金         |
| 24 | 91陳百強紫色個體演唱會 | 演唱會錄音 | 華納     | 1991年8月      | 英粵語 |              |
| 25 | 只因愛你               | 大碟       | 華納     | 1991年9月10日  | 粵語   | 白金         |
| 26 | 親愛的您               | 新曲+精選  | 華納     | 1992年10月     | 粵語   |              |

- (白金)：銷量達白金但唱片公司未向IFPI申報。

### 未收錄於個人大碟中的歌曲
| 歌曲                                     | 主唱                           | 唱片公司 | 年份 | 備註       |
| ---------------------------------------- | ------------------------------ | -------- | ---- | ---------- |
| The Sunrise                              | 陳百強                         | -        | 1978 | 現場版     |
| Bad Old Days                             | 陳百強、Anne-Marie Gutierrez   | EMI      | 1978 |            |
| Young Dreams、It's Now Or Never (Medley) | 陳百強                         | EMI      | 1979 |            |
| Surrender                                | 陳百強                         | EMI      | 1979 |            |
| Tell Me What Can I Do (獨唱版)           | 陳百強                         | 華納     | 1984 |            |
| The Pearl Watcher Touch                  | 陳百強                         | -        | 1984 | 無線宣傳曲 |
| 再見Puppy Love                           | 陳百強、林姍姍                 | 華納     | 1985 |            |
| 事事關心                                 | 陳百強                         | -        | 1986 | 無線宣傳曲 |
| 家                                       | 陳百強                         | 華納     | 1986 |            |
| 曾在你懷抱                               | 陳百強、林姍姍                 | 華納     | 1986 |            |
| 當我想起你 (劇場版)                      | 陳百強、黃藹君                 | 華納     | 1986 |            |
| 燃点真爱 (一王三后版)                    | 陳百強、陈慧娴、林忆莲、刘美君 | DMI/環球 | 1988 |            |
| 我要等的正是你                           | 陳百強、林憶蓮                 | 華納     | 1991 |            |
| 再見·情不變                              | (陳百強)                       | (華納)   | 1992 | 未完成     |

### 精選專輯
| #  | 專輯名稱                            | 專輯類型 | 發行公司 | 發行日期       | 語言 |
| -- | ----------------------------------- | -------- | -------- | -------------- | ---- |
| 1  | 陳百強精選'86                       | 精選     | 華納     | 1986年5月      | 粵語 |
| 2  | 巨星之初                            | 精選     | EMI      | 1986年6月      | 粵語 |
| 3  | 偶像勁歌精選15                      | 精選     | 華納     | 1986年8月      | 粵語 |
| 4  | 精裝陳百強1＆2                      | 精選     | 華納     | 1987年3月      | 粵語 |
| 5  | 我的所有                            | 精選     | DMI      | 1989年         | 粵語 |
| 6  | 陳百強感情寫真                      | 音樂特輯 | DMI      | 1989年         |      |
| 7  | 陳百強浪漫音樂集                    | 纯音乐   | DMI      | 1989年         |      |
| 8  | 我的所有II                          | 精選     | DMI      | 1989年         | 粵語 |
| 9  | 陳百強至愛紀念集 (2CD)              | 精選     |          | 1993年         | 粵語 |
| 10 | 離不開...陳百強紀念歌集80-93 (2CD)  | 精選     | 華納     | 1993年         | 粵語 |
| 11 | 陳百強無休止符紀念金曲              | 精選     | 華納     | 1994年         | 粵語 |
| 12 | 一生紫愛陳百強 (HDCD · 3CD)         | 精選     | 華納     | 2000年4月1日   | 粵語 |
| 13 | 我的心底話 (HDCD·2CD)               | 精選     | 華納     | 2002年10月18日 | 粵語 |
| 14 | 完全·陳百強 (HDCD·5CD)              | 精選     | 華納     | 2003年10月16日 | 粵語 |
| 15 | 陳百強最出色系列精選 (3CD+DVD)      | 精選     | 華納     | 2007年1月18日  | 粵語 |
| 16 | 離不開·15周年紀念專輯 (2CD+DVD)     | 精選     | 華納     | 2008年10月23日 | 粵語 |
| 17 | True Legend (6CD)                   | 精選     | 華納     | 2013年8月28日  | 粵語 |
| 18 | Elegance & Charm 文質翩翩 (4CD+DVD) | 精選     | 環球     | 2015年1月21日  | 粵語 |

### 致敬陳百強專輯
| # | 專輯名稱       | 專輯類型 | 發行公司/個人 | 發行日期       |
| - | -------------- | -------- | ------------- | -------------- |
| 1 | 紫色的回憶     | 大碟     | 華納          | 1994年10月25日 |
| 2 | 最耀眼的星     | 單曲     | Zakki Sham    | 2016年10月24日 |
| 3 | 環球高歌陳百強 | 大碟     | 環球          | 2018年8月31日  |
| 4 | 紫             | 單曲     | 周啟生        | 2018年         |

## 音樂創作

### 個人作曲幷自唱的作品
| 年份   | 歌曲名稱     | 備註                                       |
| ------ | ------------ | ------------------------------------------ |
| 1979年 | Rocky Road   | 兼填詞                                     |
| 1979年 | The Sunrise  | 兼填詞，Vic Cristobal編曲，未出碟。        |
| 1979年 | First Love   | 兼填詞                                     |
| 1979年 | 眼淚為你流   |                                            |
| 1979年 | (兩心痴)     | 為改編歌填詞                               |
| 1980年 | 不再流淚     |                                            |
| 1980年 | 昨夜夢見你   |                                            |
| 1980年 | 初戀         | 原曲為〈First Love〉，填上中文歌詞。       |
| 1980年 | 喝采         | 又名〈鼓舞〉                               |
| 1980年 | 飛出去       |                                            |
| 1980年 | 我愛白雲     |                                            |
| 1980年 | 紀念冊       |                                            |
| 1980年 | 快樂的醜小鴨 |                                            |
| 1981年 | 沙灘中的腳印 |                                            |
| 1981年 | 校門外       |                                            |
| 1981年 | 太陽花       |                                            |
| 1981年 | 快樂的擁抱   |                                            |
| 1981年 | 片段         |                                            |
| 1982年 | 漣漪         |                                            |
| 1982年 | 傾訴         |                                            |
| 1983年 | 偏偏喜歡你   |                                            |
| 1983年 | 浪潮         |                                            |
| 1985年 | 等           |                                            |
| 1985年 | 盼望的緣份   |                                            |
| 1985年 | 戀愛預告     | 1984年寫給林姍姍，陳於1985年翻唱           |
| 1986年 | 凝望         |                                            |
| 1987年 | 夢囈         | 原計劃作為電影《秋天的童話》的主題曲但未果 |
| 1987年 | 夢裡人       | 改編自之前作曲並自唱的〈我愛白雲〉         |
| 1987年 | 我的故事     |                                            |
| 1988年 | 漫長盼望     |                                            |
| 1988年 | 燃點真愛     | 與周啟生共同作曲                           |
| 1990年 | 對酒當歌     | 改編自之前為林志美作曲的《十二小時》       |
| 1991年 | 寂寞的感覺   |                                            |
| 1991年 | 而情是近     | 與徐日勤共同作曲                           |
| 1991年 | 歌者戀歌     |                                            |

### 為他人作曲作品
| 年份   | 歌曲名稱   | 主唱   | 作詞   | 編曲            | 監製                   | 收錄專輯         | 唱片公司 | 備註                               |
| ------ | ---------- | ------ | ------ | --------------- | ---------------------- | ---------------- | -------- | ---------------------------------- |
| 1979年 | 淚中淚     | 黃愷欣 | 鄭國江 |                 | 譚國基                 | 原諒我           | 麗高原音 |                                    |
| 1981年 | 為我珍重   | 鄧藹霖 | 鄭國江 | Joey Villanueva | 朱穗萍                 | 譜一首愛的歌     | EMI      |                                    |
| 1984年 | 戀愛預告   | 林珊珊 | 鄭國江 | 陳光榮          | 蔡國權                 | 林姍姍(心事難明) | 華納     | 陳百強後於1985年親自翻唱。         |
| 1987年 | 愛不問為何 | 羅文   | 鄭國江 | Chris Babida    | 蘇孝良、姚志漢         | 朋友一個         | 華星     |                                    |
| 1988年 | 十二小時   | 林志美 | 潘偉源 | 杜自持          | 林志美、梁兆強、陳傳謙 | 灑脫             | CBS/Sony | 陳百強後於1990年改編為〈對酒當歌〉 |

## 派台歌曲成績
| 903 | RTHK | 997 | TVB | 備註               |
| 3   | 23   | 0   | 15  | 三台冠軍歌總數：16 |
| 3   | 28   | 0   | 16  | 冠軍週數           |

## 演唱會

### 香港
- 1980年11月17日：陳百強演唱會
- 1981年8月5日：陳百強演唱會
- 1982年7月3日至4日：陳百強演唱會
- 1983年9月10日至11日：陳百強演唱會（此後皆於香港體育館演出）
- 1985年1月12日至14日：陳百強85演唱會
- 1986年12月6日至7日：陳百強86前進演唱會
- 1988年4月1日至4日：陳百強88存真演唱會
- 1988年8月6日至20日：陳百強海城演唱會
- 1989年9月29日至10月8日：勁量陳百強10周年紀念演唱會(6場）[111]
- 1991年3月29日至31日：陳百強91紫色個體演唱會

### 澳門
- 1987年9月5日至7日：陳百強繼續前進演唱會(演出三場)

### 中國大陸
- 1988年10月24至28日：廣州
- 1988年11月23日至12月3日：台山
- 1990年4月26至29日：深圳
- 1991年12月28至29日：佛山
- 1992年1月30日至2月1日：告別上海演唱會（生前最後一次演唱會）

### 海外
- 1980年：柬埔寨
- 1982年：法國巴黎
- 1983年：新加坡、馬來西亞吉隆坡
- 1984年：英國倫敦、美國紐約、日本東京「第15屆雅馬哈世界歌謠祭」(1984.10.27-10.28)
- 1985年：美國紐約、加拿大多倫多、溫哥華
- 1986年：新加坡、馬來西亞吉隆坡、泰國
- 1987年：新加坡、泰國
- 1988年：日本長崎．韓國漢城「奧運漢江音樂會」(1988.09.16)．新加坡「和平音乐会」(1988.11.26-11.27)．美國紐約
- 1989年：日本「東京音樂節」(1989.06.02)、澳洲悉尼「感情到老十周年演唱会」(1989.08.08-08.09)
- 1990年：美國紐約
- 1991年：加拿大多倫多

## 演出作品

### 電影
| 年份   | 片名           | 角色      |
| ------ | -------------- | --------- |
| 1976年 | 《你係得嘅》   | 客串      |
| 1980年 | 《夜車》       | 客串      |
| 1980年 | 《喝采》       | Ken Chung |
| 1981年 | 《失業生》     | 孔家寶    |
| 1984年 | 《聖誕快樂》   | Danny     |
| 1986年 | 《八喜臨門》   | 客串 強   |
| 1987年 | 《秋天的童話》 | Vincent   |

### 電視劇
| 年份   | 片名           | 角色   |
| ------ | -------------- | ------ |
| 1978年 | 《甜姐兒》     | Mavis  |
| 1980年 | 《聲寶喜相逢》 | 趙平生 |
| 1980年 | 《輪流傳》     | 王啟聰 |
| 1981年 | 《突破》       | 凌柏基 |

### 音樂特輯（無綫電視）
- 1982年：《十彩新地》
- 1989年：《感情寫真》

### 广播剧
- 《没有爆谷的日子》

## 電視主持

### 無綫電視
| 年份           | 節目名稱                                         |
| -------------- | ------------------------------------------------ |
| 1979年至1980年 | 《BangBang咁嘅聲》                               |
| 1983年         | 《自成一格》                                     |
| 1984年         | 《Pearl K-100 Special - A Touch of Celebration》 |
| 1989年         | 《香港時裝大展》                                 |

### 香港電台
| 年份   | 節目名稱       |
| ------ | -------------- |
| 1987年 | 《夏日樂逍遙》 |

## 獎項

### 音樂獎項

#### 香港電台十大中文金曲
- 1979年：《眼淚為你流》
- 1982年：《漣漪》
- 1983年：《偏偏喜歡你》
- 1984年：《摘星》、最佳中文(流行)歌詞獎（林振強）《摘星》
- 1986年：《凝望》
- 1987年：《我的故事》、最佳編曲獎（杜自持）《我的故事》
- 1988年：《煙雨淒迷》
- 1989年：《一生何求》
- 1993年：無休止符紀念獎（此獎史上只曾頒給了陳百強）
- 1999年：最佳中文廣告歌曲獎金獎《漣漪》
- 2002年：金曲銀禧榮譽大獎
- 2009年：金針獎

#### 無綫電視勁歌金曲（總選）
- 1981/82年：《漣漪》(只刊登於無綫週刊「香港電視」)
- 1983年：《今宵多珍重》、AGB觀眾抽樣調查最受歡迎獎 《今宵多珍重》
- 1988年：《煙雨淒迷》
- 1989年：《一生何求》、最佳作詞獎（潘偉源）《一生何求》
- 1993年：榮譽大獎 (追頒)

#### 無綫電視勁歌金曲（季選）
| 年份 | 第一季       | 第二季 | 第三季   | 第四季     |
| ---- | ------------ | ------ | -------- | ---------- |
| 1983 | 今宵多珍重   |        |          | 偏偏喜歡你 |
| 1984 |              |        | 摘星     |            |
| 1985 | 等           |        | 深愛着你 |            |
| 1986 |              | 偶像   | 至愛     | 凝望       |
| 1987 | 痴心眼內藏   |        | 錯愛     | 我的故事   |
| 1988 | 煙雨淒迷     |        | 從今以後 |            |
| 1989 | 一生何求     |        |          |            |
| 1990 | 試問誰沒錯   |        |          |            |
| 1991 | 一生不可自決 |        | 只因愛你 |            |

#### 商業電台叱咤樂壇流行榜頒獎典禮
- 1987年：最佳歌曲獎《未唱的歌》、最佳編曲《未唱的歌》
- 1988年：叱咤樂壇男歌手銅獎
- 1989年：叱咤樂壇男歌手銅獎

#### 其他音樂獎項
- 1974年：「香港山葉電子琴公開比賽音樂節」初級組亞軍[113]
- 1977年：「香港流行歌曲創作邀請賽」季軍
- 1977年：「香港山葉電子琴公開比賽音樂節」高級組季軍
- 1978年：「香港流行歌曲創作邀請賽」季軍
- 1978年：「香港山葉電子琴公開比賽音樂節」高級組冠軍
- 1983年：「香港商業電台第四屆中文歌曲」擂台獎
- 1984年：「東京第15屆雅馬哈世界歌謠祭」最有魅力獎 (Tell Me What Can I Do)
- 1985年：「香港商業電台第六屆中文歌曲」擂台獎
- 1989年：「東京音樂節」TBS大獎 (偏偏喜歡你)
- 1991年：「廣州市十大最受歡迎歌手」
- 2018年：國際華語音樂聯盟「2018全球華語金曲獎」——「百年巨星紀念大獎」

### 非音樂獎項
- 1981年：黃大仙區「模範青年」[114]
- 1986年：香港十大當紅人物（香港電台）
- 1987年：香港十大傑出衣著人士 (香港時裝設計師協會)
- 1989年：香港十大靚人 (香港商業電台)
- 1990年：香港十大傑出衣着人士 (香港時裝設計師協會)

## 外部連結
- 陳百強在互联网电影资料库（IMDb）上的資料（英文）
- 陳百強在香港影庫上的簡介
- 陳百強在豆瓣上的资料（简体中文）
- 陳百強在时光网上的簡介（简体中文）
- 中文電影資料庫：陳百強 （页面存档备份，存于）